# Drengen der dagdrømte
Drengen der dagdrømte er Ole Kibsgaards andet album, som udkom på CD i 2008. Pladen indeholder sange, adskilt af korte historier, som fortæller historien om en dreng, som dagdrømmer og derfor oplever en masse i sin fantasi. Sangene bliver sunget af Ole Kibsgaard selv samt Alberte Winding, Kaya Brüel, Kjeld Nørgaard, Michael Bundesen.

## Spor
1. "Intro" – 2:31
2. "En superhelt" – 4:54
3. "Bamsesang historie" – 0:48
4. "Bamsesang" – 3:24
5. "Min hjerteven historie" – 0:37
6. "Min hjerteven" – 3:48
7. "Nannas sang historie" – 0:57
8. "Nannas sang" – 3:00
9. "Der er stille historie" – 0:34
10. "Der er stille" – 4:01
11. "Ædedolken historie" – 0:41
12. "Ædedolken" – 3:01
13. "Vi stikker af historie" – 0:51
14. "Vi stikker af" – 3:26
15. "Et stjerneskud historie" – 0:49
16. "Et stjerneskud" – 3:01
17. "Bjørneduet historie" – 2:28
18. "Bjørneduet" – 2:05
19. "Vi er onde" – 3:44
20. "Ro på historie" – 1:01
21. "Ro på" – 4:33
22. "Godnat, lille abe historie" – 1:23
23. "Godnat, lille abe" – 2:40
24. "Drengen der dagdrømte slutning" – 6:47